# Клуаї буат чі
Клуаї буат чі або банан в кокосовому молоці (англ. Kluai buat chi; тай. กล้วยบวชชี,) — традиційний десерт тайської кухні. Також є популярним у Бірмі, Лаосі, Камбоджі та Малайзії.

## Приготування та вживання
Готують клуаї буат чі з бананів, кокосового молока та кокосового крему, додаючи цукор та сіль. 
Десерт може подаватись у холодному та гарячому виді.
Основні інгредієнти
- банани — 1 пучок
- кокосове молоко — 500 мл
- цукор — 1/3 склянки
- сіль — 1/3 ч. ложки
- листя пандану — 3 шт. (необов’язково)

1. Закип'ятити воду, покласти банани.
2. Варити банани 10 хв. Охолодити їх.
3. Почистити та нарізати банани.
4. У кокосове молоко додати сіль та цукор, а також за наявності листя пандану.
5. Закипятити цю суміш та додати банани. Варити, перемішуючи, 10 хв.
6. Подавати десерт клуаї буат чі охолодженим [3].

## Етимологія
Словосполучення буат чі (buat chi) може означати на тайській мові білий одяг на жінці, яка входить до сестри. Можливо, що така назва була дана десерту, бо він білого кольору.